# Syagrus itacambirana
Syagrus itacambirana är en enhjärtbladig växtart som beskrevs av Larry Ronald Noblick och Lorenzi. Syagrus itacambirana ingår i släktet Syagrus och familjen Arecaceae. Inga underarter finns listade i Catalogue of Life.